# لورا بيرينز
لورا بيرينز (بالإنجليزية: Laura Perrins)‏ هي صحفية ومحامية أيرلندية ولدت في سنة 1981 في دبلن، أكملت دراسة القانون في جامعة كامبريدج. وهي مؤسسة ورئيسة تحرير مجلة كونسيرفيتف ويمان وتنشر أيضاً في صحف ديلي تلغراف وديلي ميل، وصنفتها بي بي سي في سنة 2013 كأكثر 100 امرأة تأثير في العالم.